# نقشه ده‌ساله
نقشهٔ ده‌ساله اوّلین برنامهٔ جهانی برای رشد و گسترش آئین بهائی بود که از سوی شوقی افندی در فاصلهٔ سال‌های ۱۹۵۳ تا ۱۹۶۳ اجرا شد.

## تاریخچه
عبدالبهاء الواحی با عنوان الواح "نقشهٔ ملکوتی" نوشته و در آن‌ها از صدها محلّی یاد نموده بود که روزی جوامع بهائی باید در آن‌ها تشکیل شود. شوقی افندی فاصلهٔ سال‌های ۱۹۲۲–۱۹۳۷ را به تشکیل و تقویت ساختارهای اداری جامعهٔ بهائی پرداخت و مطابق با مفاد الواح وصایای عبدالبهاء، تشکیل محفل‌های روحانی محلّی و ملّی را مدّنظر قرار داد. وی هنگامی که احساس کرد ساختارهای اداری بهائی به اندازهٔ کافی توسعه یافته و به خوبی عمل می‌کنند، وظیفه انتشار آئین بهائی را به نقاطی که در الواح «نقشهٔ ملکوتی» ذکر شده بود به آن‌ها سپرد. از سال ۱۹۳۷، شوقی افندی جوامع بهائی موجود را مأمور کرد تا هر یک بر اساس برنامه‌هایی در سطح ملّی، به رشد و گسترش آئین بهائی بپردازند.
در اکتبر ۱۹۵۲، شوقی افندی، اوّلین برنامهٔ هماهنگ جهانی ("نقشهٔ ده‌ساله") را اعلام کرد، برنامه‌ای که در فرایند گسترش جغرافیایی آئین بهائی در سطح جهانی تأثیر عمده‌ای داشت و در انتهای آن بیت‌العدل اعظم تشکیل شد.
در سال ۱۹۵۳، تعداد ۱۲ محفل روحانی ملّی بهائی در سراسر دنیا وجود داشت. نقشهٔ ده‌ساله مستلزم همکاری میان این محفل‌های ملی مختلف بود.

## اهداف برنامه
شوقی افندی ۲۷ هدف برای این نقشه تعیین کرد که بعضی از آن‌ها مربوط به مرکز جهانی بهائی و بعضی مربوط به جوامع ملّی بهائی و بعضی مستلزم اقدام افراد بهائی بود.
هنگام شروع «نقشهٔ ده‌ساله» ۱۲ محفل روحانی ملّی در دنیا وجود داشت. طی این برنامه قرار بود تعداد محافل ملّی حدّاقل چهار برابر شود و به ۵۷ محفل رسد. در هنگام شروع این برنامه، آئین بهائی به ۱۲۹ کشور راه یافته بود. قرار بود تا پایان این برنامه ۱۳۱ کشور دیگر به این تعداد اضافه شود.

## اتمام برنامه و دستاوردها
در پایان این برنامه، ۵۶ محفل روحانی ملّی و ۳۵۴۹ محفل روحانی محلّی تشکیل شده بود. آئین بهایی به ۲۵۹ کشور راه یافته بود و آثار بهائی به ۳۰۰ زبان ترجمه شده بود.
در پایان «نقشهٔ ده‌ساله» بیت‌العدل اعظم، شورای حاکمهٔ دیانت بهائی تشکیل شد. روز ۲۱ آوریل ۱۹۶۳، اوّلین انتخابات بیت‌العدل اعظم با حضور ۲۸۸ نماینده از ۵۶ محفل روحانی ملّی برگزار شد. بیت‌العدل اعظم در میان دیگر وظایف خود، بر ادامهٔ رشد و گسترش جوامع بهائی نظارت کرده و می‌کند.